# إيرني مانينغ
إيرني مانينغ (بالإنجليزية: Ernie Manning)‏ هو لاعب كرة قاعدة أمريكي، ولد في 9 أكتوبر 1890 في فلورالا في الولايات المتحدة، وتوفي في 28 أبريل 1973 في بينساكولا في الولايات المتحدة.